# (15381) Spadolini
(15381) Spadolini (1997 RB1) – planetoida z pasa głównego asteroid okrążająca Słońce w ciągu 3,45 lat w średniej odległości 2,28 j.a. Odkryta 1 września 1997 roku.